# Tuxedo Mask
Tuxedo Mask (タキシード仮面, Takishīdo Kamen) est un personnage de fiction et principal protagoniste de la franchise Sailor Moon créée par Naoko Takeuchi. Ancien prince de la Terre, il y a 10 000 ans, sous le nom de Prince Endymion, il s'est réincarné au XXe siècle sous les traits de Mamoru Chiba (地場衛, Chiba Mamoru), un jeune étudiant surdoué de 17 ans.

## Biographie

### Contexte du récit
Il y a 10 000 ans, tous les continents de la Terre ne formaient qu’un seul et unique pays : Prince Endymion en était le protecteur. Il résidait au Golden Kingdom, à Elysion. Ses quatre gardes du corps, Jadeite, Zoisite, Kunzite et Nephrite, formaient les Shi Tennô (les "Quatre Rois Célestes"). Mais Prince Endymion n’a d’yeux que pour la princesse de la Lune, habitante du Silver Millenium : Princess Serenity,.
Dans sa vie antérieure, sous l'identité du prince Endymion, il est amoureux de la princesse Serenity, mais leur iddyle est interrompue par les événements provoqués par la reine Beryl,.
Les deux jeunes gens tombent amoureux l’un de l’autre, mais une telle liaison entre Sélénite et Terrien est interdite. Sailor Venus et Kunzite tentent de séparer les deux amants, mais en vain. Lorsque Metallia et Queen Beryl s'emparent de la Terre et manipulent les humains pour attaquer la Lune et le Silver Millenium, Prince Endymion avertit les Sélénites, mais il est déjà trop tard. Dans la bataille, Prince Endymion meurt en tentant de protéger Princess Serenity. Après la guerre, la mère de la princesse de la Lune, Queen Serenity envoie son âme sur Terre afin qu’elle soit réincarnée dans le futur. L’âme de Prince Endymion renaît dans Mamoru Chiba, au XXe siècle, à Tokyo,,,.

### Mamoru Chiba
Orphelin, il perd ses parents lors d'un accident de voiture. Mamoru Chiba, ou Bourdu dans certaines versions francophones, est un étudiant de première année d'université qui vit seul au centre ville. Il est la réincarnation du prince Endymion. Il découvre son identité secrète au travers de cauchemars relatifs à sa vie antérieure et décide de se déguiser en justicier masqué, se faisant appeler Tuxedo Mask. Lors de sa première rencontre avec Sailor Moon, il est persuadé qu'il s'agit de la princesse de ses rêves et fait tout pour la protéger. Sous sa véritable identité, il se montre sarcastique avec Usagi (la véritable identité de Sailor Moon), cherchant à dissimuler son attirance. Il n'hésite pas à se moquer d'elle, lui donnant par exemple le surnom de grosse tête à cause de sa coupe de cheveux,,,.
Tuxedo Mask reste un personnage mystérieux et en retrait qui n'apparait qu'occasionnellement dans l'histoire. Il n'attaque pas directement les forces maléfiques mais ne peut s'empêcher de sauver Sailor Moon lorsqu’elle est en détresse, en réminiscence de sa vie passée. Tuxedo Mask est vêtu d’un smoking noir et porte un chapeau haut-de-forme assorti ainsi qu’une cape noire doublée de soie rouge et un masque blanc. Son emblème est une rose rouge,,.
Durant le premier arc, il est capturé par Queen Beryl qui le corrompt, mais Sailor Moon le sauve. Par la suite, ils s'avoueront leurs sentiments et découvrent qu'ils sont respectivement les incarnations du couple princier Serenity et Endymion,. Dans le second arc, leur fille Chibiusa voyage à travers le temps et rencontre Sailor Moon et Tuxedo dont le couple naît. Dans le quatrième arc, Tuxedo prête le pouvoir de son artefact afin de permettre à Sailor Moon de se transformer en Eternal Sailor Moon. Durant toute la série, lorsque Sailor Moon doute, il l'encourage et la soutient.
Dans le dernier arc, il doit quitter le Japon pour terminer ses études aux États-Unis. Ensemble, ils se marient à la fin de la série et ont une fille, Chibiusa Tsukino,,. Un combat important l'oppose à son ami d'enfance, Fiore, qui tente de tuer Sailor Moon. Durant cet affrontement, ils s'affirment mutuellement comme les héritiers royaux et réincarnations de Princess Serenity et Prince Endymion.

## Pouvoir magique
Tuxedo a une capacité de perception élevée qui lui permet de détecter les apparitions de monstres et les actions des forces maléfiques à proximité.
Dans le film Sailor Moon : Les Fleurs maléfiques, l'histoire se concentre autour de Fiore, l'ami de Mamoru Chiba qu'il rencontre après avoir perdu ses parents à la suite d'un accident de voiture. La fleur que recherche Fiore est en réponse à la rose que lui offre Mamoru avant son départ. La rose symbolise l'amour romantique ainsi que l'arme principale qu'utilise Tuxedo Mask lors de ses combats.

### Attaque
- « Tuxedo Smoking Bomber » : Tuxedo Mask lance une vague d’énergie en concentrant son pouvoir dans ses mains. Cette attaque n’apparaît que dans le manga et dans l'anime Sailor Moon Crystal.
- « Rose» : Tuxedo Mask lance une rose qui blesse l'adversaire. Souvent utilisée pour intervenir dans un combat. Apparait dans l'anime Sailor Moon.

## Symbolique
Tuxedo Mask représente un héro ambivalent arborant des archétypes masculins dont les actions concrètes sont contradictoires. En effet, il ne possède pas les mêmes pouvoirs que les guerrières, ni les capacités de soigner ou éveiller les Sailors. Son personnage n'est finalement qu'un instrument symbolisant les thèmes de l'amour et de l'amitié de la série. L'affirmation de sa réincarnation princière est importante dans Sailor Moon car le statut royal représente les qualités nobles les plus élevées et n'est obtenu qu'au travers de l'approbation des autres guerrières Sailors.
Bien que le récit lui prévoit un rôle principal dans l'oeuvre, il n'occupe en réalité qu'un rôle de conseiller dont les interventions concrètes sont rares. Cette caractéristique souligne la mise en retrait du héro au profit des protagonistes principales. Dès le second arc, avec l'arrivée de leur future fille depuis le futur, Tuxedo Mask endosse progressivement le symbole de la famille, de l'amour paternel et de l'amour romantique à l'égard de Sailor Moon. Ces thématiques atteignent leur paroxysme à la fin de la série lors de leur mariage et démontre la capacité du couple à endurer les épreuves au nom de l'amour et de la justice,.
Tuxedo Mask, en tant que seul protagoniste masculin, est également le seul point de repère pour les spectateurs masculins lorsqu'ils regardent la série. Lorsqu'il découvre pour la première fois la transformation de Sailor Moon, toute son attention est dirigée sur elle. Son regard et sa réaction sont en rapport avec une certaine honte pour le voyeurisme induit, ainsi qu'une critique du regard masculin porté sur les femmes,.
Mamoru Chiba a également pour caractéristique d'avoir un train de vie très riche. Vivant seul en ville, suivant des cours universitaires prestigieux et circulant en ville dans des véhicules particulièrement coûteux. Dans le contexte japonais, ce train de vie est interpellant. Il est rare pour un jeune homme de l'âge de Mamoru d'avoir son véhicule personnel. Dans une analyse des dépenses, il dépenserait près de 100.000 $ annuellement. Il représente l'archétype de l'élite japonaise dans les mangas.
Sur le plan stylistique, l'auteur de Sailor Moon accorde beaucoup d'importance à la pose de Mamoru et Tuxedo Mask, selon le rôle qu'ils incarnent, et ce afin de valoriser la perception du personnage au travers du regard de Sailor Moon. L'iconographie du personnage symbolise les sentiments intérieurs d'Usagi à son égard.

## Interprétations

### Dessins animés
|                                     | Voix japonaise | Voix française  |
| ----------------------------------- | -------------- | --------------- |
| Sailor Moon, saison 1 à 4           | Toru Furuya    | Philippe Ogouz  |
| Sailor Moon, saison 5               | Toru Furuya    | Bastien Bourlé  |
| Sailor Moon : Les Fleurs maléfiques | Toru Furuya    | Philippe Ogouz  |
| Sailor Moon S, le film              | Toru Furuya    | Bastien Bourlé  |
| Sailor Moon Super S, le film        | Toru Furuya    | Bastien Bourlé  |
| Pretty Guardian Sailor Moon Crystal | Kenji Nojima   | Vincent Ribeiro |
| Sailor Moon Eternal                 | Kenji Nojima   | Vincent Ribeiro |

### Drama
Dans Pretty Guardian Sailor Moon, le personnage de Tuxedo Mask est joué par Jōji Shibue.

### Comédies musicales
- Mizuki Sano
  - Sailor Moon - Gaiden Dark Kingdom Fukkatsu Hen (1993)
- Yuuta Mochizuki
  - Sailor Moon - Gaiden Dark Kingdom Fukkatsu Hen (Kaiteiban) (1994)
  - Sailor Moon Super Spring Festival (1994)
  - Sailor Moon S - Usagi Ai no Senshi e no Michi (1994)
  - Sailor Moon S - Henshin - Super Senshi e no Michi (1995)
  - Sailor Moon S - Henshin - Super Senshi e no Michi (Kaiteiban) (1995)
  - Sailor Moon SuperS - Yume Senshi - Ai - Eien ni… (1995)
  - Sailor Moon SuperS - (Kaiteiban) Yume Senshi - Ai - Eien ni… Saturn Fukkatsu Hen (1996)
  - Sailor Moon SuperS Special Musical Show (1996)
  - Sailor Moon Sailor Stars (1996)
  - Sailor Moon Sailor Stars (Kaiteiban) (1997)
  - Eien Densetsu (1997)
  - Eien Densetsu (Kaiteiban) - The Final First Stage (1998)
- Yuuta Enomoto
  - Shin Densetsu Kourin (1998)
- Hironari Amano
  - Kaguya Shima Densetsu (1999)
  - Kaguya Shima Densetsu (Kaiteiban) Natsuyasumi! Houseki Tankentai (1999)
- Hidemasa Edo
  - Shin / Henshin - Super Senshi e no Michi - Last Dracul Jokyoku (2000)
  - Kessen / Transylvania no Mori - Shin Toujou! Chibi Moon wo Mamoru Senshi-tachi (2000)
  - Kessen / Transylvania no Mori (Kaiteiban) - Saikyou no Kataki Dark Cain no Nazo (2001)
  - Last Dracul Saishuu Shou - Chou Wakusei Death Vulcan no Fuuin (2000)
- Kenji Urai
  - Tanjou! Ankoku no Princess Black Lady (2001)
  - Tanjou! Ankoku no Princess Black Lady (Kaiteiban) - Wakusei Nemesis no Nazo (2001)
  - 10th Anniversary Festival - Ai no Sanctuary (2002)
  - Mugen Gakuen - Mistress Labyrinth (2002)
- Yuu Shirota
  - Mugen Gakuen - Mistress Labyrinth (Kaiteiban) (2003)
  - Starlights - Ryuusei Densetsu (2003)
  - Kakyuu-Ouhi Kourin - The Second Stage Final (2004)
  - Shin Kaguya Shima Densetsu (2004)
- Gyo Miyamoto
  - Shin Kaguya Shima Densetsu (Kaiteiban) - Marinamoon Final (2005)
- Yuuga Yamato
  - La Reconquista (2013)
  - Petite étrangère (2014)
  - Un Nouveau Voyage (2015)
  - Amour Eternal (2016-2017)
  - Le Mouvement Final (2017)
- Mikako Ishii
  - Nogizaka46 Version Musical (2018)
  - Nogizaka46 Version Musical 2019 (2019)
- Riona Tatemichi
  - The Super Live (2018-2019, 2023)
  - 30th Anniversary Musical Festival -Chronicle- (2022)
  - The Super Live (2025) (Tournée Américaine)
- Riku Sorahane
  - Kaguya-hime no Koibito (2021)
- Mitsuki Tenju
  - Nogizaka46 "5th Generation" Version Musical 2024 (2024)
- Sufa
  - The Super Live (2025) (Londres)

## Nom en différentes langues
- Corée du Sud : Leon (레온) / Tuxedo Mask (턱시도 가면)
- Espagne : Armando Chiba / Señor del Antifaz
- États-Unis : Darien Chiba (1er doublage) / Tuxedo Mask
- France: Manoru Chiba (1re édition du manga), Bourdu / l'Homme Masqué (dessin animé de 1992), Endy Chiba / L'Homme Masqué (dessin animé de 2014)
- Hong Kong :  Mamoru Chiba(地場衛) / Dài miànjù de rén yànwěifú(禮服幪面俠)
- Taïwan : Mamoru Chiba (地場衛) / Dài miànjù de rén yànwěifú(燕尾服蒙面俠) (animé), Wǎn lǐfú miànjù(晚禮服假面)(manga)
- Italie: Marzio (1re édition du manga) / Milord, Lo Smoking Mascherato (dessin animé de 1992)
- Pays-Bas : Mamoru Chiba / Tuxedo Mask
- Portugal : Gonçalo Chiba / Mascarado
- Suède : Mamoru Jiba / Maskerade Rosen

### Référence
- (ja) Naoko Takeuchi, Materials Collection, Kōdansha, octobre 1999 (ISBN 4-06-324521-7)